# 袴田里見
袴田里见（1904年8月11日—1990年5月10日），日本社会运动者，原日本共产党副委员长，后成为反共主义者。

## 生平
1904年出生在青森县上北郡下田村（今奥入濑町）。1919年从高等小学校毕业后，前往东京的攻玉社中学学习，中途退学，后来成为电信劳动者、制缶工等职业，参加东京合同劳动组合，活跃于各种劳动运动。
1925年前往苏联，在莫斯科东方大学学习，翌年加入苏联共产党。1927年自莫斯科东方大学毕业并归国，与宫本显治着手重建日本共产党，被检举揭发，以违反《治安维持法》的罪名被逮捕，关押在堺刑务所。1932年获释后，与转入地下运动的东京市委员开展共产主义运动，翌年被选为日共中央委员。他与宫本显治怀疑同为日共中央委员的小畑達夫、大泉兼藏二人是特别高等警察安插在日共中的内奸，与其他几名日共中央委员一起把他们关押、私刑拷问，致使小畑達夫被打死。这就是著名的日本共产党内奸查问事件。1935年，宫本显治等日共干部相继被捕，唯有袴田里见幸免，被称为共产党最后的中央委员。他在与本乡人上街联络的时候再次被捕，其间拒绝放弃信仰，他的被捕曾轰动全国。1942年，参与私刑查问的日共党员都被判刑，袴田里见因违反治安維持法、監禁、監禁致死、監禁致傷、傷害致死、尸体遺棄、违反銃砲火藥類取締法施行規則等罪名被判处惩役13年。1945年，日本战败，袴田里见与其他日共党员一起被释放。此后历任日共的中央委员、政治局员、干部会员。
1950年，由于共产党和工人党情报局对和平革命路线的批判，导致日本共产党的分裂，袴田里见与宫本显治属国际派，与野坂参三、德田球一、伊藤律等所感派对立。同年底作为国际派的代表，秘密来到中国北京，请求介入日共分裂的问题。1951年，在王稼祥的陪同下，与德田球一、野坂参三、西泽隆二等访问莫斯科。斯大林批判袴田在日共里搞分裂，迫使袴田向德田做出了自我检讨。此次访问间，德田、野坂在根据斯大林的意见制定武装斗争的《五一年新纲领》，袴田里见拒绝参加讨论。
1955年，日本共产党第六回全国协议会（六全协）的决议文作成。1959年参加第五回参议院议员通常选举，落选。1970年就任日本共产党副委员长，期间作为日共代表访问苏联和中国。
1977年，袴田里见批评宫本显治的党扩大路线，被限制党员权。此后在周刊杂志上披露日本共产党内奸查问事件的内幕，攻击日共和宫本，因此受到日共的调查，并在10月的党大会上被剥夺党员权。12月30日，因缺席党中央统制委员会，被以违反纪律（在党外攻击党）为由开除党籍。
1978年11月，袴田里见在新潮社发表《给昨日的同志宫本显治》（昨日の同志宮本顕治へ），公开自己的反共主义立场。翌年12月在朝日新闻社出版《我的战后史》（私の戦後史）一书。1988年，日共发起民事诉讼，将袴田里见告上法庭，声称袴田在被开除党籍以后，依然居住在所有权归日共的房子里。此事件被称为共产党袴田事件，涉及到共产党的内部审查与国家司法审查等争论点，最终袴田败诉。
1990年死去。日共声称他的死亡是“反共毒素的一大扫除”（反共毒素一掃キャンペーン）。
袴田里见在与日共决裂以后，曾宣称自己怀疑日共名誉主席野坂参三是苏联和美国的双重间谍。1992年苏联解体后，苏联共产党和第三国际的秘密文件相继被公开，证实了野坂是苏联间谍，但是否是美国间谍至今仍是个谜。

## 親屬
其弟袴田陸奧男原為日本共產黨員，二戰後滯留蘇聯。陸奧男之子袴田茂樹現為青山学院大学教授，女兒依麗娜·袴田現為俄羅斯政治家。